# Helen Volk
Helen Volk (29 de marzo de 1954) es una exjugadora zimbabuense de hockey sobre césped.

## Trayectoria
Volk participó en los Juegos Olímpicos de Moscú 1980 para la selección de Zimbabue. El seleccionado africano disputó el torneo, debido al boicot que realizaron varios países a la competencia y a la invitación para participar en la cita olímpica. En el certamen ganó la primera y única medalla de oro de la selección zimbabuense.